# Dora Lindgren
Dora Maria Lindgren, född 7 oktober 1911 i Falun, död 26 september 1992 i Stockholm, var en svensk konsertsångerska (sopran)
Dora Lindgren var dotter till grosshandlaren Erik Lindgren. Efter avslutad elementarskola i Falun och handarbetslärarinneexamen i Stockholm 1932 genomgick hon Musikkonservatoriets solosångklass och operaskola 1934–1938 med Julia Claussen, Gerda Lundequist och John Forsell som lärare. Senare fullföljde hon sina studier för Ilmari Florell von Delwig. Lindgren innehade Kristina-Nilsson-stipendiet 1937, 1939 och 1940. År 1939 debuterade hon som Micaëla i Carmen på Kungliga Teatern, och 1942 gav hon sin första romansafton i Stockholm. Hon gästade som solist de flesta av Sveriges större orkesterföreningar, bland annat i Händels Judas Maccabeus, Mozarts Requiem och Oskar Lindbergs Requiem, Händels Messias, Arthur Honeggers Kung David och Beethovens nionde symfoni. Lindgren uppträdde som Musette i Bohème, som Cherubin i Figaros bröllop och som Micaëla i Carmen på Stora Teatern i Göteborg. Vid Riksteaterns operaturné hösten 1947 sjöng hon Rosina i Barberaren i Sevilla. Hon gav romansaftnar och framträdde i radio i Köpenhamn och Helsingfors. Främst blev Lindgren känd genom svensk radio, där hon ofta medverkade i oratorier, sjöng romanser, opera- och operettarior samt bland annat grekiska och polska folkvisor på originalspråk. Hon är gravsatt på Bjursås kyrkogård.